# 混水摸魚
混水摸魚（こんすいぼぎょ）は三十六計の第二十計。「水を混ぜて魚を摸（と）る」
水をかき混ぜて魚が混乱しているときに、その魚を狙って捕まえるという意味。また、三国志14の陳登の必殺技である。敵の内部を混乱させて（混水）、弱体化したり、作戦行動を誤らせたり、我の望む行動を取らせるよう仕向ける戦術。趁火打劫を主に敵の外患に乗じて攻めることを主眼にすると解すれば、混水摸魚は敵の内患を作出してそれに乗じるものとも言える。
『六韜』に「全軍の兵が動揺して、兵の心が一つにまとまらず、敵が強力であることを恐れ、戦争をするのは不利だと語りあい、互いに聞き耳を立て盗み見をして、噂話がやまず、互いに惑わし、法令が守られず、将軍が軽んじられているならば、その軍が弱い証拠である」とある。間者（反間計含む）を使って宣伝して人心を混乱させてこのような状況に敵を追い込んでから叩くことを狙う。
なお、この過程は直接の戦闘行為を目標に限らなくてもよく、劉備が呉姫（孫尚香/孫仁）を娶ったり、故意に複雑な条件で交渉したりすることで、孫権を煙に巻いて、荊州の租借地を広げて西川も奪ったことなども、この混水摸魚の計の例だとされる。

## 事例
明代、寧王の朱宸濠が反乱した（寧王の乱）。鎮圧を命ぜられた王陽明は、準備が整わないので一計を案じて、寧王の配下の李士実と劉養正に宛てて「君らの国に対する忠誠を了解した。寧王がいったん城を離れて戻ったときには大事は成功している」と書いた親書を偽造し、捕らえていた朱宸濠の間者に対し、獄の看守を寧王派と詐称させて接近させて、その間者に親書の内容を漏らした上で、寧王の下に逃走させた（反間計）。李士実と劉養正は、早く南京を占領して皇帝を称するよう寧王に進言していたが、逃げてきた間者の話を聞いた寧王は疑心暗鬼となり躊躇して動かない。このとき、南京に鎮圧軍はまったく集まっておらず占領の好機であったが、結局、寧王はこれを逃すこととなった。そして、その間に軍備を整えた王陽明により寧王は滅ぼされてしまった。
明末、袁崇煥は辺境の軍を整備して、南進する清（後金）をよく撃退して、邵武県知事から兵部尚書兼、右副都御史まで出世した。1630年、清が迂回策をとり薊州を越えて西進すると、袁崇煥は、北京防衛のため広渠門外に陣を置いた。ここでホンタイジは間者を放って激しく工作し混水摸魚を仕掛けた。その結果、北京では、袁崇煥が清を先制攻撃せず北京に布陣したのは不自然だと庶民が噂し合い、宮廷では、かつて袁崇煥がヌルハチの死後の直後にホンタイジと使者を交わして講和を打診したことを蒸し返して、「袁崇煥は内通者だ」と讒言して騒ぐ宦官が出るような状況となった。この頃合を見計らって清は袁崇煥に使臣を送ることまでした。ついに崇禎帝は疑心暗鬼に耐えられず、袁崇煥を磔刑とした（借刀殺人）。果たして、辺境防衛の第一人者が除かれたため明の国防は骨抜きとなり、袁崇煥の死後14年で明は滅亡した。